# Allgemeiner Nachrichten- und Sicherheitsdienst
Der Allgemeine Nachrichten- und Sicherheitsdienst (GISS) (niederländisch Algemene Dienst Inlichting en Veiligheid (ADIV), französisch Service Général du Renseignement et de la Sécurité (SGRS)) ist der belgische Militärnachrichtendienst unter der Verantwortung des Verteidigungsministers. Er ist neben der Staatssicherheit (VSSE) einer von zwei belgischen Nachrichtendiensten.
Der militärische Leiter des GISS ist der sous-chef d’état-major Renseignement et Sécurité Assistant, oder auf Englisch Chief of Staff Intelligence and Security (ACOS IS), der zum Verteidigungsstab des belgischen Militärs gehört. Vizeadmiral Wim Robberecht ist der derzeitige Chef, welcher 2021 ernannt wurde.

## Geschichte

### Vor und während der Zeit des Nationalsozialismus
Der GISS hat Vorläufer, die auf die Gründung der belgischen Armee im Jahr 1830 zurückgehen, aber der aktuelle Dienst führt seine Gründung auf 1915 an der Front während des Ersten Weltkriegs zurück. Er wurde damals wie sein unmittelbarer Vorgänger von 1910 als 2. Amt des Generalstabs (2me Bureau de Renseignement) mit der Spionageabwehr und der inneren Sicherheit der belgischen Armee beauftragt. Während des Ersten Weltkriegs übernahm der Dienst die nachrichtendienstlichen Operationen der Armee und koordinierte Widerstandsaktivitäten hinter den feindlichen Linien. Nach dem Waffenstillstand war der Dienst für die Sicherheit der an der Besetzung des Rheinlandes beteiligten belgischen Truppen verantwortlich. 1923 war er an dem versuchten rheinischen Unabhängigkeitsputsch beteiligt. Mit seinen Aufgaben der Spionageabwehr trat das der GISS in eine Rivalität mit der belgischen Staatssicherheit. Aber ein Skandal, der durch das Schmieden von Militärplänen des GISS gegen die Niederlande und Deutschland verursacht wurde, als aktive Maßnahme gegen die belgische Unabhängigkeitsbewegung, die von der niederländischen Presse aufgedeckt wurde, führte zur Unterdrückung des GISS und zur Übertragung seiner Aufgaben an die Staatssicherheit im Jahr 1929.
Die Gefahr eines erneuten Konflikts führte 1937 zur Wiederbelebung des Militärgeheimdienstes, auch um die Zunahme der deutschen Spionage zu bewältigen. Im Januar 1940 erhielt der Dienst die Anweisungen der Luftwaffe für Fall Gelb, den deutschen Überfall auf Frankreich, Niederlande und Belgien, als das Flugzeug mit dem Kurierabsturz auf belgischem Boden landete. Aus den teilweise verbrannten Plänen lässt sich ableiten, durch welche Bewegungen die drei Länder vom Nazi-Angriff eingenommen werden würden. Trotz des Versuchs, ihre Gefangennahme vor den Deutschen zu verbergen, verschob Adolf Hitler die Invasion auf das Frühjahr. Die Belgier teilten die Pläne mit den Niederländern, Franzosen und Briten. Als die Invasion im Mai stattfand, stellte sich heraus, dass sie sich kaum von dem unterschied, was aus den im Winter zuvor erbeuteten Dokumenten zu entnehmen war.
Die Geheimdienstoffiziere, die es nach England schafften, würden wieder die Widerstandsaktivitäten auf besetztem Boden koordinieren. Der GISS würde eng mit der Sondereinsatzleitung zusammenarbeiten. Seine Wirksamkeit wurde jedoch durch das Misstrauen der belgischen Exilregierung behindert, die die Arbeit durch die Staatssicherheit favorisierte. Grund war der Konflikt der Regierung mit König Leopold III., der nach der Kapitulation in Belgien bleiben wollte und in Gefangenschaft der Nationalsozialisten geraten war. Die Regierung befürchtete, dass der Militärdienst dem König, ihrem Oberbefehlshaber, zu loyal sein würde, und sah darin ein Sicherheitsrisiko. Die Staatssicherheit würde den GISS zur Verarbeitung gefilterter Informationen degradieren, während beide Rivalen nicht über ihre Aktivitäten in Belgien mit ihren Widerstandsgruppen kommunizieren würden. Der GISS war von der Vormachtstellung der Staatssicherheit so frustriert, dass ein Hoher Kommissar ernannt werden musste, um die beiden Geheimdienste zu koordinieren und sie dazu zu bringen, den Krieg gegen die Nationalsozialisten, anstatt gegeneinander zu führen.

### 1945 bis 1990
Nach dem Krieg wurde der Dienst in Direction Supérieure du Renseignement et de l’Historique umbenannt (das Akronym war S.D.R.H., wobei die ersten beiden Buchstaben umgedreht wurden, um ausländische Spione in die Irre zu führen). Es beschäftigte sich mit der Verfolgung von Mitarbeitern, und eine streng geheime Abteilung, Services spéciaux, führte Spionage und verdeckte Aktionen in der sowjetischen Besatzungszone durch. Der SDRH hatte auch begonnen, sich für den Aufstieg der kommunistischen Bewegung zu interessieren und mit privaten Geheimdiensten zusammenzuarbeiten, die zum Teil mit ehemaligen Agenten besetzt waren und sich der Überwachung von Kommunisten verschrieben hatten. Die SDRH führte Geheimdienstoperationen zur Unterstützung des belgischen Kontingents durch, das am Koreakrieg teilnahm. Im Inland wurde der Dienst für die militärische Seite der NATO-geführten Stay-behind-Operation zur Vorbereitung einer möglichen sowjetischen Invasion des Westens verantwortlich gemacht: Beeinflusst von und in enger Zusammenarbeit mit den britischen und US-amerikanischen Geheimdiensten war dies die Aufgabe der Service de Documentation, Renseignement et de l’Action (SDRA) VIII.
Als der belgische Generalstab 1964 reformiert wurde, wurde der SDRH, umbenannt in Service Général du Renseignement (SGR), umstrukturiert und bestand aus einer Abteilung für Nachrichtendienste (SDRI), Sicherheit (SDRA), Finanzen (SDRC) und dem Armeearchiv (CDH). Der Einzug der NATO nach Belgien im Jahr 1968, der mit der wachsenden Bedeutung der Europäischen Gemeinschaft zusammenfiel, veränderte die nachrichtendienstlichen und sicherheitspolitischen Aussichten des Landes drastisch. Die zusätzliche internationale Dimension würde eine verstärkte Spionagetätigkeit nach sich ziehen und Brüssel zu einem Ziel des Terrorismus machen. Angloamerikanische Bedenken hinsichtlich der Bewältigung des erweiterten Portfolios mussten durch eine Aufstockung ihrer Ressourcen, die zum Teil mit amerikanischem Geld bezahlt würden, ausgeräumt werden. Sowohl belgisches Militärpersonal als auch Beamte der anderen Ministerien hatten nun leichten Zugang zu den internationalen Organisationen, was sie zu einem primären Ziel von Spionen des Warschauer Paktes machte. Während die Staatssicherheit für die meisten dieser Aktivitäten verantwortlich war, fiel die militärische Spionageabwehr SDRA III. des SGR zu.
1974 war der SGR an der Gründung des Public Information Office (PIO) beteiligt, einer PR-Organisation, mit der das Verteidigungsministerium die Kritik vor allem pazifistischer und kommunistischer Bewegungen am Militär aufgreifen wollte. Symptomatisch für die Besessenheit der SGR von der Linken bezog der Dienst seine Mitarbeiter in die rechten privaten Geheimdienste und andere zwielichtige antikommunistische Organisationen ein, die das PIO übernahmen, als das Ministerium sie 1979 abschaffte.
In den 1980er Jahren brachten eine Reihe von Vorfällen, darunter die Morde an einem Supermarkt in Wallonisch-Brabant, die Aktivitäten terroristischer Gruppen wie der Cellules Communistes Combattantes und der neonazistische Westland New Post Aufmerksamkeit und Kritik auf die Aktivitäten und die Ineffektivität der nationalen Polizei und Geheimdienste. Die Staatssicherheit trug die Hauptlast dieser Angriffe, aber die Enthüllungen über die Stay-Behind-Aktivitäten schlugen auch auf den SGR schlecht. Die erste Reaktion der Regierung auf die Schaffung eines neuen Sicherheitsrahmens war die Gründung einer gemeinsamen Anti-Terror-Gruppe (AGG), Vorläufer des heutigen Koordinierungsorgans für die Bedrohungsanalyse (CUTA / OCAD / OCAM) im Jahr 1984, bestehend aus Polizei und Geheimdiensten. 1989, ein Jahr nachdem der SGR einen belgischen Oberst erwischt hatte, der für die Russen spioniert hatte, wurde der Generalstab erneut reorganisiert, was auch Änderungen in der Nachrichtenabteilung mit sich brachte, die den Namen Algemene Dienst Inlichtingen en Veiligheid (ADIV) erhielt. Die Bestimmungen dieses Gesetzes spiegelten die historischen Aufgaben des Dienstes in der militärischen Sicherheit und Abwehr, den Beziehungen zu in- und ausländischen Nachrichtendiensten sowie dem Informationsmanagement wider.

### Nach 1990
Im Jahr 1991 wurde nach zwei Regierungsuntersuchungen ein ständiger parlamentarischer Ausschuss, der als Comité I. bekannt ist, eingerichtet, um die beiden belgischen Geheimdienste, die zuvor keiner externen Kontrolle unterzogen wurden, unter die Aufsicht des belgischen Parlaments zu bringen. Die Rechtsvorschriften über die Missionen und Methoden dieser Organisationen wurden 1998 erlassen. Während dieser Zeit erlitt die belgische Armee 1994 ein Trauma, als während der UN-Friedensmission in Ruanda zehn belgische Soldaten hingerichtet wurden. Da die internationale Task Force vor Ort über keinerlei nachrichtendienstliche Kapazitäten verfügte, hatte der belgische Kommandant versucht, ein eigenes kleines Netzwerk aufzubauen. Eine direkte Folge dieses Ereignisses war die Entscheidung, dass künftig jeder belgischen Armeemission im Ausland eine Geheimdiensteinheit beitreten sollte. Die gewonnenen Erkenntnisse flossen in die Beteiligung Belgiens an der Kosovo-Intervention der NATO und zuletzt in Afghanistan im Rahmen der International Security Assistance Force ein.
Mitte der neunziger Jahre tauchten in der Presse eine Reihe von Behauptungen auf, die den ADIV auf den Prüfstand stellten, über den Einsatz der SIGINT-Fähigkeiten des Dienstes bei Bürgern, über die Provinzvorposten des Dienstes, die erneut den Verdacht erweckten, seine eigenen Bürger auszuspionieren, während noch ein weiterer Artikel berichtete über einen durchgesickerten Text über ein neues belgisches Verteidigungskonzept, das fragwürdige Geheimdienstvorschläge enthielt, die an die Vergangenheit von der Stay-behind-Operation erinnern. Das Comité stellte Untersuchungen an und schaffte es, diese Anschuldigungen zu entschärfen.
Mit seinem Schwerpunkt auf strategischer geopolitischer Aufklärung für die militärische Planung und dem Schutz belgischer Interessen führt der ADIV Analysen zu ausländischen Geheimdienstzielen durch. Zentralafrika, insbesondere der Kongo, hat dabei Priorität. Dank der historischen Präsenz Belgiens dort ist die Geheimdienstmaschinerie fest verankert und bietet nützliche Informationen über die afrikanische Situation. Dies wurde 2006 mit der EUFOR RDC-Mission (European Union Military Operation in the Democratic Republic of the Congo) zur militärischen Unterstützung bei der Sicherheit demokratischer Wahlen demonstriert.
Der ADIV verfügt über eine geringe Imagery Intelligence-Fähigkeit (IMINT): Während des Empfangens von IMINT von seinem, beteiligt sich Belgien in Zusammenarbeit mit Frankreich am Satellitenprogramm Helios 2, um seine eigenen Bilder zu beschaffen. Der Dienst konnte seine SIGINT-Operationen erweitern und verbessern, nachdem im Jahr 2010 die Gesetzgebung zu Special Intelligence Methods erlassen worden war, um fortschrittliche Abhör- und Überwachungsmethoden zu ermöglichen – unter der genauen Kontrolle des Comité I. Als Reaktion auf zunehmende Bedrohungen ermöglicht Bijzondere Inlichtingenmethoden (BIM) dem ADIV auch, Cyber-Sicherheit wirksamer zu adressieren. Der Dienst ist für die Sicherung der Verschlusssachen der Bundesregierung zuständig und unterstützt diese bei allen Angelegenheiten im Zusammenhang mit Cyber-Angriffen. 2014 erlitt der ADIV einen Angriff auf ihr eigenes Netzwerk, für den sie jedoch auf Hilfe in Form des United States Cyber Command zählen konnte. Der ADIV hat eine sehr enge Beziehung zur NSA und nimmt an einer Reihe von internationalen SIGINT-Koalitionen teil, darunter SYGDASIS der NATO und 14 Eyes.
Traditionell auf die Spionageabwehr ausgerichtet, engagierte sich des ADIV insbesondere ab 2014 verstärkt in der Terrorismusbekämpfung und unterstützte die Staatssicherheit. Nach den Terroranschlägen in Brüssel am 22. März 2016 gewährte der ADIV dem VSSE uneingeschränkten Zugang zu seinem Kommunikations- und Abhörrahmen, um die Ermittlungen zu unterstützen. Die Anschläge haben zu einer Ausweitung des Budgets und des Personals beider Geheimdienste geführt. 2017 wurde General Claude Van de Voorde zum Leiter des Dienstes zur Reform und Modernisierung des ADIV ernannt. Diese Ernennung erfolgte, nachdem anhaltende innere Unruhen zwischen der Zivilbevölkerung und dem Militärpersonal die Wurzel schwerwiegender Funktionsstörungen waren.

## Organisation
Der Allgemeine Nachrichten- und Sicherheitsdienst besteht aus vier hauptsächlichen Abteilungen:
- Abteilung I: Informationen, Sicherheit
- Abteilung CI: Spionageabwehr, Sicherheitsinformationen
- Abteilung A: Service (Personal, Finanzen, Logistik, Kommunikation, Militärattachés etc.)
- Abteilung S: Militärische Sicherheit und Sicherheitsqualifikationen